# مریم عذرای سیاه

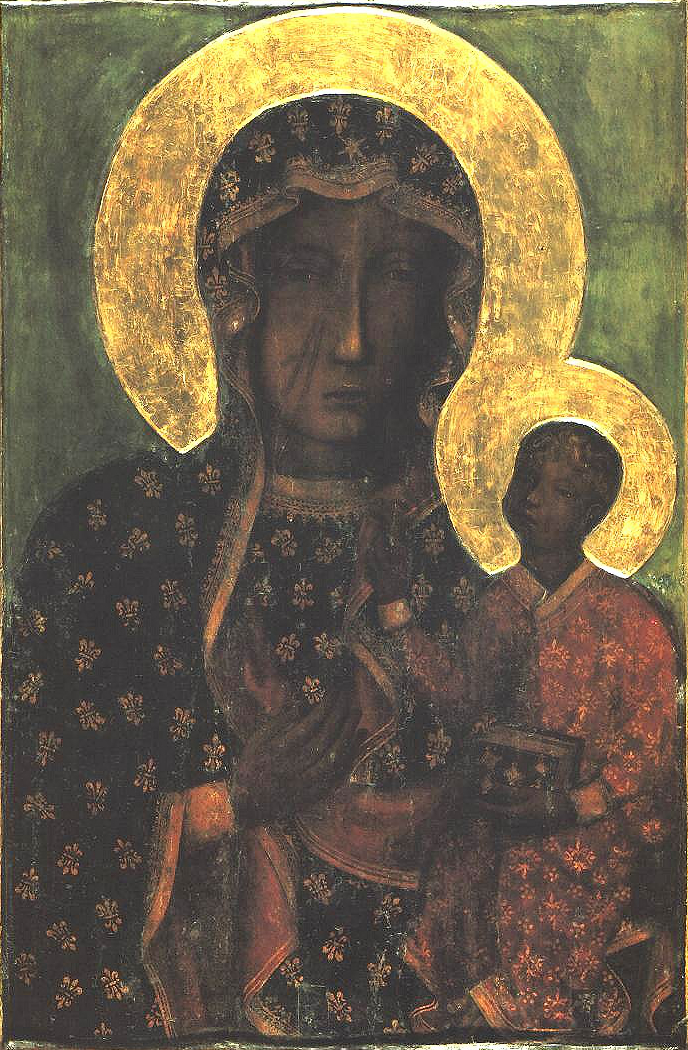
نقاشی مریم عذرای سیاه در چنتسته کووا، لهستان

مریم عذرای سیاه یا سیاه باکره، به نقوش یا مجسمه‌هایی گفته می‌شود که مریم مقدس با شمایل سیاه نمایان باشد. این نام مخصوصا به آثار اروپایی در مورد مریم مقدس نسبت داده می‌شود که به عقیده عده‌ای مریم و مسیح در واقع به این صورت بوده‌اند.
مریم عذرای سیاه معمولاً مربوط به قرون وسطا هستند یا به نوعی یک کپی از طرح‌های قرون وسطایی و در مناطق کاتولیک پیدایش یافتند. مجسمه‌های سیاه مربوط به مریم مقدس معمولاً از جنس چوب هستند ولی در این میان می‌توان به انواعی هم اشاره کرد که از سنگ ساخته شده‌اند. در این میان بیشتر این مجسمه‌ها مربوط به قرن ۱۱ تا قرن ۱۵ میلادی هستند که به دو دسته تقسیم می‌شوند : مریم در حالی که مسیح را در سمت چپ خود در آغوش کشیده به صورت ایستاده و حالتی دیگر مریم بر روی تخت سلطنت نشسته و مسیح را در آغوش دارد.

## نظریه‌های مربوط به مریم عذرای سیاه

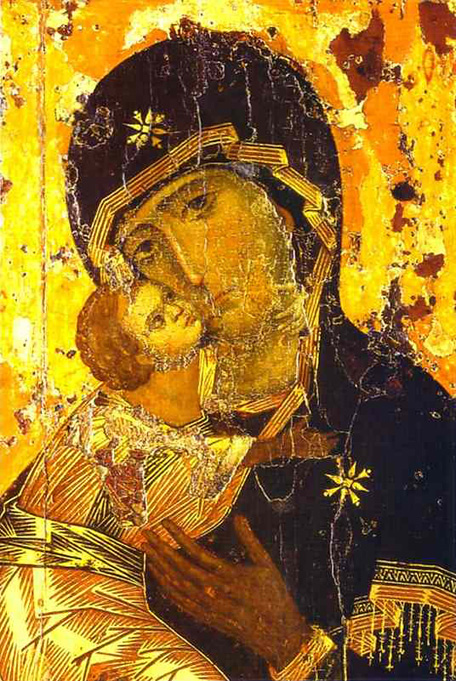
نقاشی بانوی ما، اثر ولادیمیر، همانطور که در اثر دیده می‌شود دست مریم به رنگ سیاه است.

در اوخر قرن نوزدهم و اویل قرن بیستم میلادی نظریه‌ای مربوط به رنگ مجسمه‌ها بر این بود که دعا کنندگان در اطراف این مجسمه‌ها شمع‌هایی را دور تا دور مجسمه می‌گذاشتند و همین باعث شده که دوده این شمع‌ها رنگ مجسمه را سیاه کند، همچنین در چندین دوره نیز پاره مطالعاتی روی این موضوع انجام گرفت، هنوز بسیاری از نظریه پردازان و تاریخدانان بر این باورند که سیاه به تصویر کشیده شدن مریم و مسیح مربوط به جنس چوب‌هایی بوده که در این مجسمه‌ها به کار برده‌اند، یعنی این چوب‌ها بعد از مدتی تغییر رنگ داده‌اند و مجسمه در طی سال‌ها به صورت سیاه درآمده‌است.

## دیگر مریم عزرا

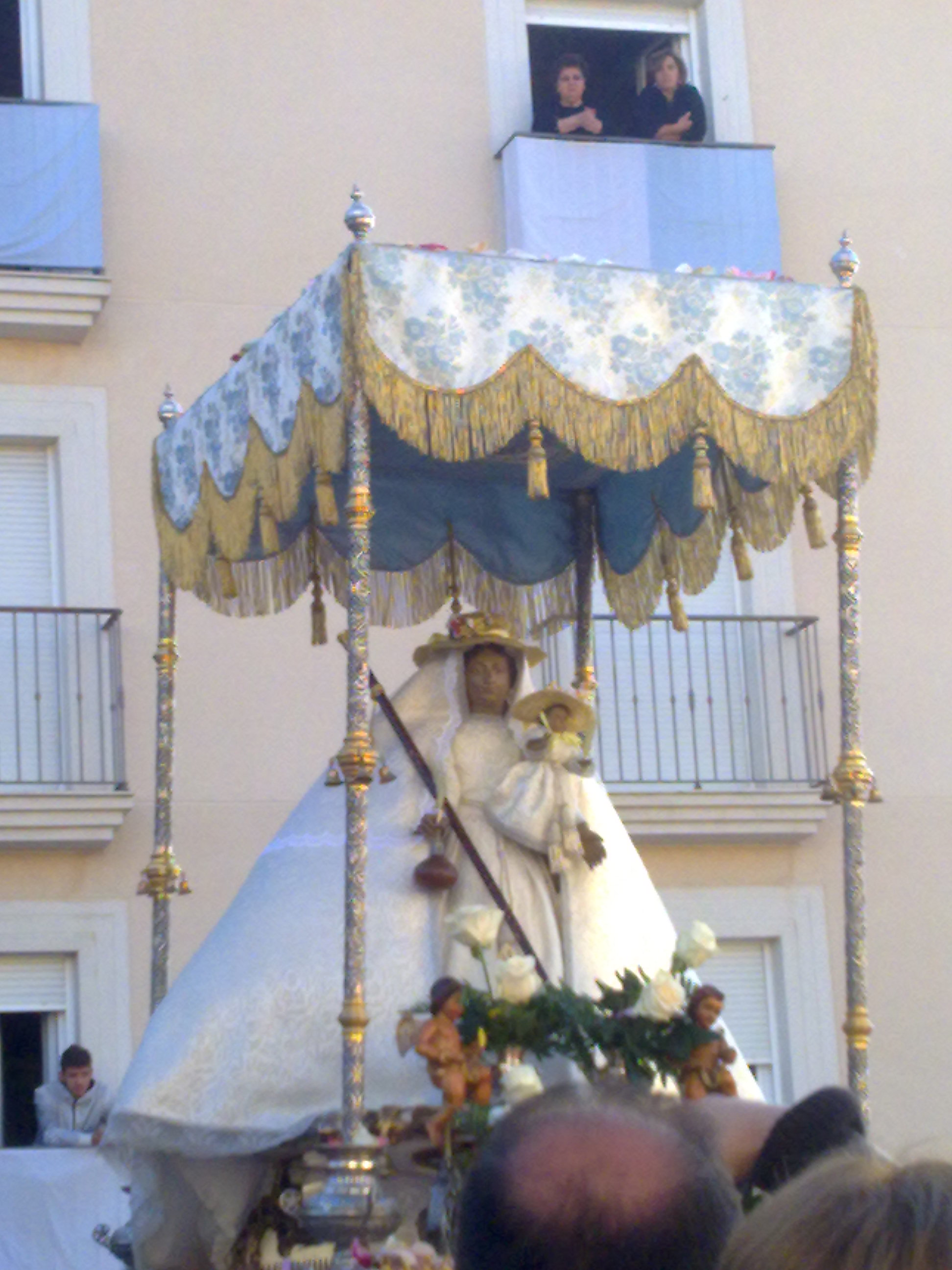
بانوی ما ازCoria,Argeme, اسپانیا

اسپانیا
-بانوی ما ازCoria،Argeme، اسپانیا

## منبع
- ویکی‌پدیای انگلیسی